# Melton Constable
Melton Constable – wieś w Anglii, w hrabstwie Norfolk, w dystrykcie North Norfolk. Leży 32 km na północny zachód od Norwich i 170 km na północny wschód od Londynu.
Miejscowość liczy 518 mieszkańców.